# Список марок скейтбордов в СССР

## РСФСР
- «АПОМ/РПОМ» (г. Андропов/Рыбинск)
- «Вираж» (г. Ленинград)
- «Лидер» (г. Ленинград)
- «Скат» (г. Андропов/Рыбинск)
- «Старт» (г. Пенза)
- «Зафак» (г. Майкоп)

## УССР
- «Вираж» (г. Киев)
- «Восток» (г. Краматорск)

## БССР
- «ЖМЗ» (г. Житковичи)

## Латвийская ССР
- «Ripo» (г. Рига)

## Эстонская ССР
- «Rula» (г. Таллин)

## Другие бренды
- «Альтаир»
- «Метеор»
- «Спорт»
- «Luma»